# Wang Ki-Chun
Wang Ki-Chun (en coreano: 왕기춘; Jeonju, 13 de septiembre de 1988) es un deportista surcoreano que compitió en judo.
Participó en dos Juegos Olímpicos de Verano en los años 2008 y 2012, obteniendo una medalla de plata en la edición de Pekín 2008 en la categoría de –73 kg. En los Juegos Asiáticos de 2010 consiguió una medalla de plata.
Ganó tres medallas en el Campeonato Mundial de Judo entre los años 2007 y 2010, y tres medallas en el Campeonato Asiático de Judo entre los años 2011 y 2013.

## Palmarés internacional
| Juegos Olímpicos    | Juegos Olímpicos        | Juegos Olímpicos  | Juegos Olímpicos |
| Año                 | Lugar                   | Medalla           | Categoría        |
| ------------------- | ----------------------- | ----------------- | ---------------- |
| 2008                | Pekín (China)           | Medalla de plata  | –73 kg           |
| Campeonato Mundial  |                         |                   |                  |
| Año                 | Lugar                   | Medalla           | Categoría        |
| 2007                | Río de Janeiro (Brasil) | Medalla de oro    | –73 kg           |
| 2009                | Róterdam (Países Bajos) | Medalla de oro    | –73 kg           |
| 2010                | Tokio (Japón)           | Medalla de bronce | –73 kg           |
| Juegos Asiáticos    |                         |                   |                  |
| Año                 | Lugar                   | Medalla           | Categoría        |
| 2010                | Cantón (China)          | Medalla de plata  | –73 kg           |
| Campeonato Asiático |                         |                   |                  |
| Año                 | Lugar                   | Medalla           | Categoría        |
| 2011                | Abu Dabi (EAU)          | Medalla de oro    | –73 kg           |
| 2012                | Taskent (Uzbekistán)    | Medalla de oro    | –73 kg           |
| 2013                | Bangkok (Tailandia)     | Medalla de bronce | –73 kg           |